# Domenico Antonio Mele
Domenico Antonio Mele (Acquaviva delle Fonti, 16 luglio 1647 – Napoli, 23 settembre 1723) è stato un poeta, librettista e medico italiano.

## Biografia
Medico condotto e intellettuale pugliese, apparatore e regista di molte scenografie festive indette dai signori nelle corti pugliesi del tardo Seicento, testimonia una "vita teatrale" in Puglia che vede spesso protagonisti musicisti provenienti da Napoli e da altre città, come la stessa Roma.
Fu membro dell’Accademia dei Ravvivati di Acquaviva delle Fonti, dell’Accademia dei Pigri di Bari e dell’Accademia degli Spensierati di Rossano. Sperimentò molteplici generi letterari: la prosa, il teatro musicale, il teatro sacro e profano, la lirica d'argomento religioso enconomiastico e la letteratura di argomento magico e scientifico (Il Proteo ne è un esempio).

## Il teatro musicale presso i principi De Mari
Nel 1682 ricevette l'incarico di comporre l'antiprologo di Acquaviva Laureata con musiche di Giovanni Cesare Netti, organista soprannumerario della Cappella Reale di Napoli, poi messo in scena nel Teatro di Palazzo De Mari in occasione delle nozze di Giovan Battista De Mari (primogenito di Carlo e di Geronima Doria, Principi di Acquaviva) e Laura Doria. Lo sviluppo narrativo  è quasi inesistente, lo stesso netto prevalere, come in ogni altro prologo o intermezzo del Mele, dell'aria rispetto ai recitativi, ridotti al minimo, segna l'assolutà priorità della dimensione musicale rispetto al testo.

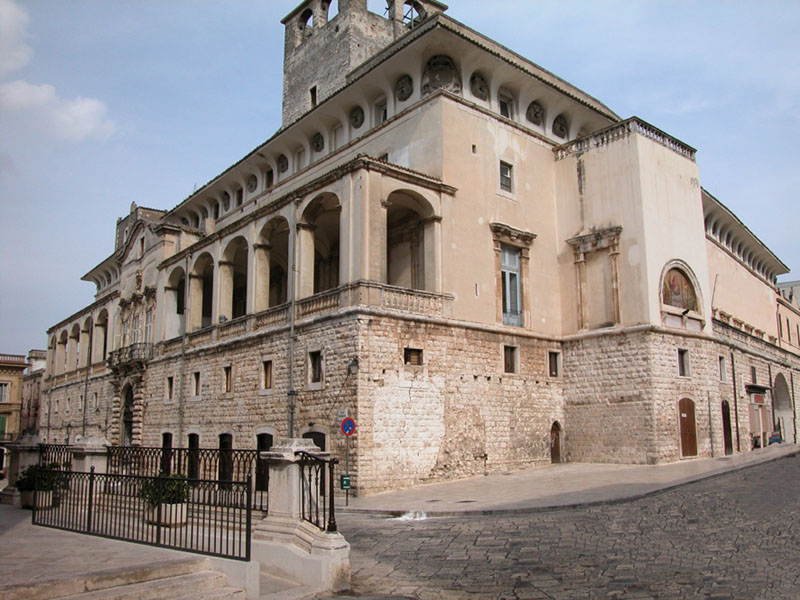
Ingresso del Palazzo De Mari

## Opere presso i De Mari

### Drammi per musica
- Acquaviva laureata
- La perdita di Nereo e Dori
- Le nozze di Alfeo con Aretusa
- Le metamorfosi delle stagioni
- Li svantaggi di Ippomene ed Atalanta
- Le nozze di Iocasta

### Intermezzi
- Le gare degli elementi
- La Sfinge
- Raspa raspa, Bu bu, Cu cu
- Il ballo della figlia di Erodiade
- L'ubriachezza di Loth

### Dramma sacro
- Il più bel fregio del cielo, ovvero il sacro abitino del Carmine

### Poemi magici
- Il Proteo